# Some Die Young
Some Die Young är en sång av Laleh Pourkarim. Hon sjöng den för offren vid terrorattentatet i Oslo 2011.
Sången har angivits som officiell musik för de omkomna vid terrorattentaten i Norge 2011, genom tidningsartiklar, universitetsföreläsningar samt hemmagjorda videofilmer.

## Listplaceringar
| Lista (2012) | Topplacering |
| ------------ | ------------ |
| Danmark      | 38           |
| Norge        | 1            |
| Sverige      | 9            |
| Finland      | 10           |
| Lista (2014) | Topplacering |
| Österrike    | 8            |